# Анук
 Тази статия е за древноегипетската богиня.  За певицата Анук вижте Анук (певица).  
Анук (или още Анукет, а също и Анукис) е богиня на Първия праг на река Нил в древноегипетската митология.
| a · n | q · t | B1 |

| a · n | q · t | B1 |

Тя е дъщеря на Хнум (бог на грънчарството) и Сатис (покровителка на ловците).
Нейното име се свързва с разливането на Нил, което осигурява развитието на селското стопанство. Поради тази причина Анук е наричана още носителка на живот, богиня на плодородието и храна за полето и често е изобразявана като газела, антилопа или стрела (символ на скоростта на реката).